# 다카하타역
다카하타역(일본어: 高畠駅, たかはたえき 다카하타에키[*])은 일본 야마가타현 다카하타정에 있는 철도역이다. 야마가타 신칸센과 오우 본선이 지난다.

## 타는 곳
| 1 | ■ 야마가타 신칸센 | (상행) | 요네자와 · 후쿠시마 · 우쓰노미야 · 오미야 · 도쿄 방면 |                           |
| 1 | ■ 야마가타 신칸센 | (하행) | 야마가타 · 신조 방면                                  |                           |
| 1 | ■ 야마가타 선     | (상행) | 요네자와 방면                                         |                           |
| 1 | ■ 야마가타 선     | (하행) | 아카유 · 야마가타 방면                                |                           |
| 2 | ■ 야마가타 신칸센 | (하행) | 야마가타 · 신조 방면                                  | (열차 교환시 한함)        |
| 2 | ■ 야마가타 선     | (상행) | 요네자와 방면                                         | (열차 대피 · 교환시 한함) |
| 2 | ■ 야마가타 선     | (하행) | 아카유 · 야마가타 방면                                | (열차 대피 · 교환시 한함) |